# Pterygophyllum distichophylloides
Pterygophyllum distichophylloides là một loài Rêu trong họ Hookeriaceae. Loài này được Broth. & Dixon mô tả khoa học đầu tiên năm 1915.